# DNA (倖田來未のアルバム)
『DNA』（ディー・エヌ・エー）は、日本の歌手・倖田來未の16枚目となるオリジナル・アルバム。2018年8月22日にrhythm zoneより発売された。

## 解説
2018年2月にリリースされた15thアルバム『AND』から6ヶ月ぶりの同年2作目となるオリジナル・アルバム。9月より開催される全国ツアー『KODA KUMI LIVE TOUR 2018 〜DNA〜』と連動している。
前作と対になる作品で、アルバム・タイトルも『AND』の文字をひっくり返して『DNA』とした。タイトルには「今まで培ってきた倖田來未のDNA、未来への設計図である“DNA”が詰まった集大成」という思いが込められている。リード曲「WATCH OUT!! 〜DNA〜」をはじめ、mu-moおよびライブ会場限定で発売された限定シングル3部作のうち、前作では収録されていなかった「HUSH」を始めとする楽曲全13曲を収録。歌謡曲から始まって王道のバラード曲（「会えなくなるくらいなら」・「心からi love u」）、ダンスチューン（「HUSH」・「WATCH OUT!! 〜DNA〜」）など、過去の作品にはないジャンルレスさを感じさせる内容となっている。
本作も前作同様、CD、CD+DVD、CD+Blu-rayの3形態に加え、CD+3DVDのファンクラブ限定盤が発売される。ファンクラブ限定盤には同年に行われたファンクラブツアー『Koda Kumi Fanclub Tour 〜AND〜 』より、福岡 DRUM LOGOS公演での模様を収録。

## 収録曲

### CD
- 全作詞：Kumi Koda (※特記事項ない限り)

1. Introduction 〜My music is designed from my DNA〜 [1:26]
作曲・編曲：Bobby Conscious
インスト曲
2. HUSH [3:30]
作詞：Kumi Koda, TEEDA
作曲：Albin Nordqvist, Louise Frick Sveen
61stシングル。
3. Dangerous [3:57]
作曲：Hi-yunk, Kumi Koda
編曲：Hi-yunk
4. WATCH OUT!! 〜DNA〜 [3:02]
作曲・編曲：Hi-yunk
5. ScREaM [3:44]
作曲：Mayu Wakisaka, Mitsu.J, Daniel Kim
編曲：Daniel Kim
6. CHANCES ALL [3:56]
作曲：Toby Gad, Dolla $ign, Lady G	Tulisa Contostavlos
7. 会えなくなるくらいなら [4:15]
作詞：Kumi Koda, Yoko Kuzuya
作曲：Yoko Kuzuya
編曲：Shinjiroh Inoue
8. HAIRCUT [2:45]
作曲：Fredrik Thomander, Andreas Oberg, Johan becker, Maria Marcus
9. Guess Who Is Back [3:26]
作詞：Kumi Koda, BACK-ON
作曲・編曲：BACK-ON
10. HOT HOT [2:49]
作詞：Maria Marcus, Frida Molander, Anna Alerstedt, Freja Jonsson Blomberg
(日本語詞：Kumi Koda)
作曲：Maria Marcus, Frida Molander
11. 心からi love u [5:29]
作詞：Kumi Koda, Hi-yunk
作曲：Hi-yunk
編曲：Masaki Iehara
12. Work That [2:56]
作曲：Sidnie Tipton, James Newman, Stuart Crichton
13. Pin Drop [3:30]
作曲：Chries Wahle, Dele Ladimeji

### DVD・Blu-ray
- WATCH OUT!! 〜DNA〜［Music Video］
- HAIRCUT［Music Video］
- HUSH［Music Video］
- CHANCES ALL［Music Video］

### ファンクラブ限定盤【DVD】

#### DISC 1
- #DVD・Blu-rayを参照。

#### DISC 2
Koda Kumi Fanclub Tour 〜AND〜 at DRUM LOGOS in Fukuoka
1. IT'S MY LIFE
2. POP DIVA
3. SWEETEST TABOO
4. Selfish
5. WHO
6. BRAIN
7. GOT ME GOING'
8. Sometimes Dreams Come True
9. My fun 〜my son version〜
10. ALL RIGHT

＜DANCERS INTRODUCTION＞
1. FREAKY
2. Hot Stuff feat.KM-MARKIT
3. め組のひと
4. PARTY
5. LIT

#### DISC 3
- Koda Kumi Fanclub Tour 〜AND〜 [Making Film]
- Album『DNA』[Making Film]

## タイアップ
- ソーシャルアプリゲーム「ブラッククローバー 夢幻の騎士団」主題歌 (#3)
- テレビ東京系アニメ「ブラッククローバー」第4クール オープニングテーマ[3] (#9)

## 収録ライブ映像 (シングル曲除く)
- Introduction 〜My music is designed from my DNA〜
  - 『KODA KUMI LIVE TOUR 2018 -DNA-』
※「＜OPENING＞」として表記。
- Dangerous
  - 『KODA KUMI LIVE TOUR 2018 -DNA-』
- WATCH OUT!! 〜DNA〜
  - 『KODA KUMI LIVE TOUR 2018 -DNA-』
- ScREaM
  - 『KODA KUMI LIVE TOUR 2018 -DNA-』
    - 『MY NAME IS...』(ファンクラブ限定盤)
- CHANCES ALL
  - 『KODA KUMI LIVE TOUR 2018 -DNA-』
    - (Bonus Footage、ファンクラブ限定盤)

※日替わり含め3曲存在。
    - 『MY NAME IS...』(ファンクラブ限定盤)

  - 『KODA KUMI 20th ANNIVERSARY TOUR 2020 MY NAME IS...』(Bonus Footage、ファンクラブ限定盤)
- 会えなくなるくらいなら
  - 『KODA KUMI LIVE TOUR 2018 -DNA-』
- HAIRCUT
  - 『KODA KUMI LIVE TOUR 2018 -DNA-』
    - 『MY NAME IS...』(ファンクラブ限定盤)
- Guess Who Is Back
  - 『KODA KUMI LIVE TOUR 2018 -DNA-』
- HOT HOT
  - 『KODA KUMI LIVE TOUR 2018 -DNA-』
- Work That
  - 『KODA KUMI LIVE TOUR 2018 -DNA-』
- Pin Drop
  - 『KODA KUMI LIVE TOUR 2018 -DNA-』